# Santa Teresa, Nicaragua
Santa Teresa är en kommun (municipio) i Nicaragua med 17 942 invånare (2012). Den ligger i den sydvästra delen av landet i departementet Carazo, 7 km sydost om Jinotepe. Santa Teresa är känt för sina Roquillas, ett slags flottyrmunkar.

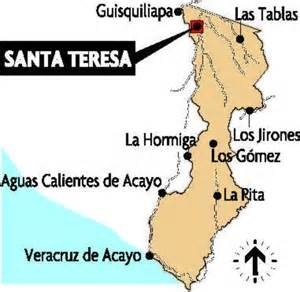
Kommunkarta

## Geografi
Santa Teresa är en långsmal kommun som sträcker sig från den Panamerikanska landsvägen i norr till havet i söder. Santa Teresa gränsar till kommunerna Jinotepe och La Conquista i väster, El Rosario och La Paz de Carazo i norr, Nandaime, Belén och Tola i öster, samt Stilla havet i söder.

## Historia
Santa Teresa grundades någon gång mellan 1798 och 1809, med kyrka, hus och ett antal invånare. År 1916 upphöjdes Santa Teresa till rangen av villa och 1949 till rangen av ciudad.

## Religion

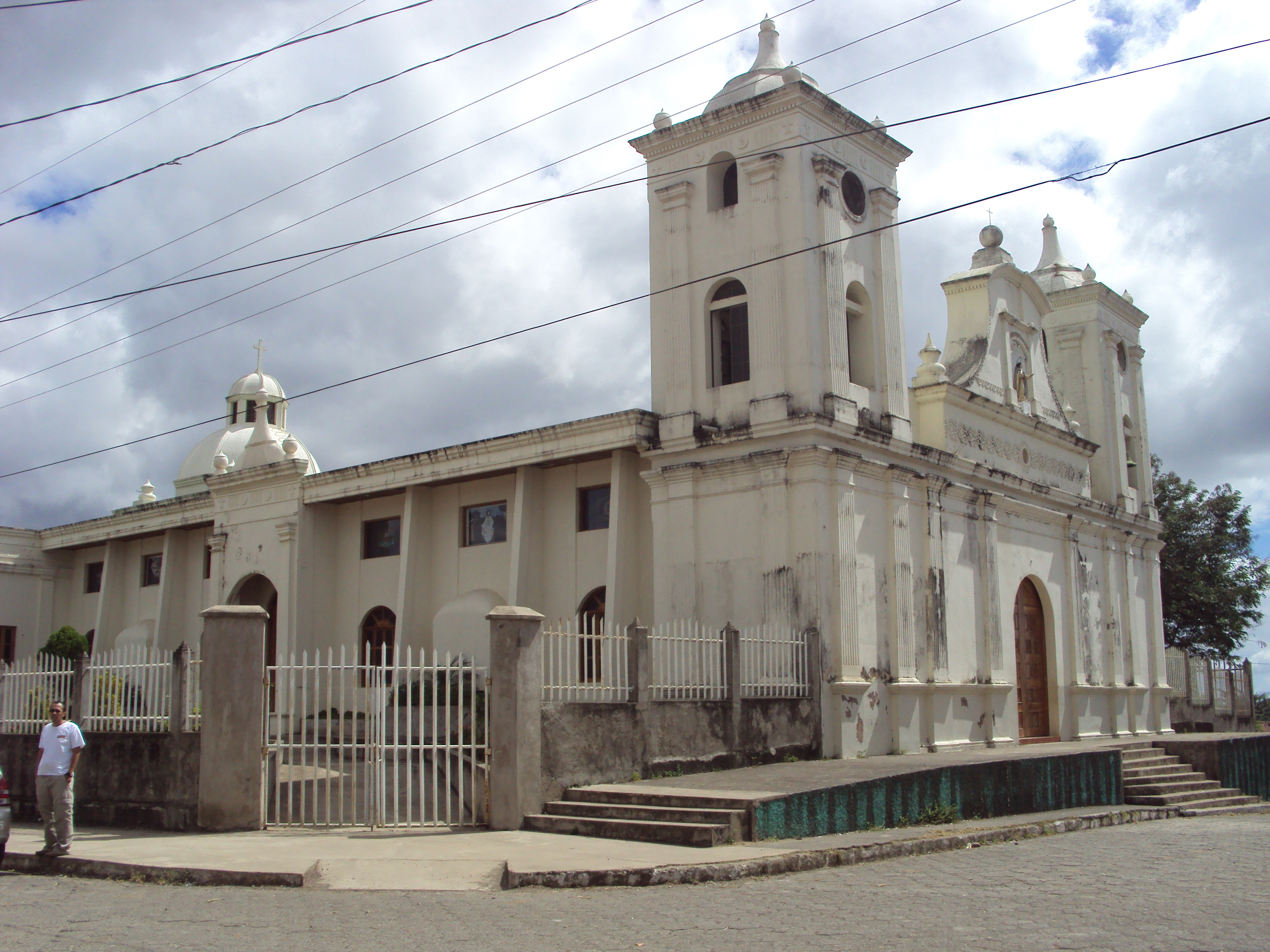
Iglesia Santa Teresa de Jesús

Santa Teresa har en stor vit kyrka, Iglesia Santa Teresa de Jesús. Kommunen firar sin festdag den 15 oktober till minne av Teresa av Ávila.